# Vasundhara Raje

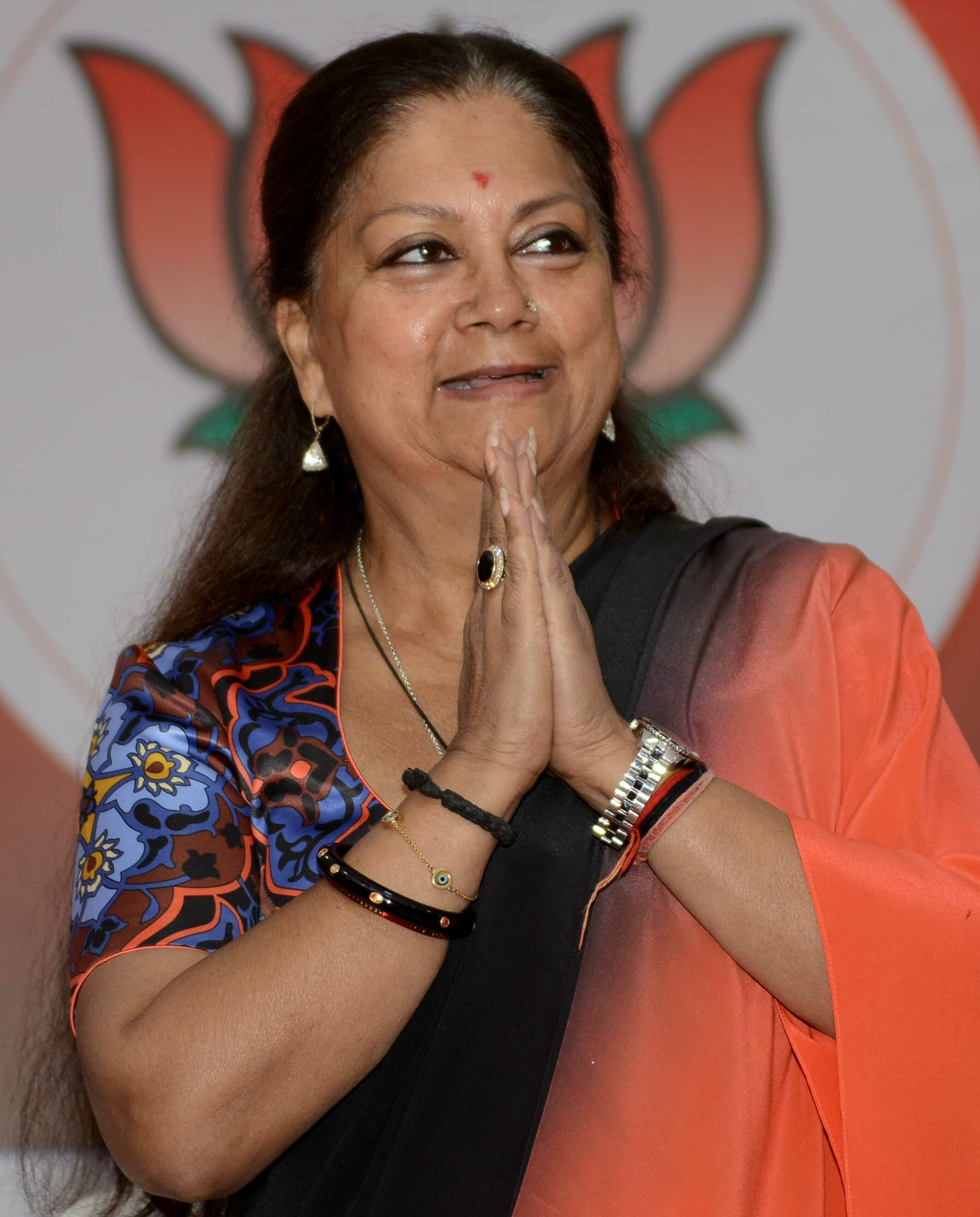
Vasundhara Raje

Vasundhara Raje Scindia (Hindi वसुन्धरा राजे सिंधिया), meist einfach Vasundhara Raje (* 8. März 1953 in Bombay, heute Mumbai, Indien) ist eine indische Politikerin der Bharatiya Janata Party (BJP). Sie war seit dem 13. Dezember 2013 bis zum 16. Dezember 2018 Chief Ministerin von Rajasthan. Dieses Amt bekleidete sie bereits von 2003 bis 2008.

## Berufliche Laufbahn
Vasundhara Raje ist Abkömmling der indischen Marathen-Fürstenfamilie Scindia. Ihr Vater George Jivajirao Scindia war der letzte regierende Maharaja des indischen Fürstenstaats Gwalior und von 1947 bis zum States Reorganisation Act 1956 Rajpramukh von Madhya Bharat. Vasundhara war eines von fünf Kindern des Maharajas. Sie besuchte den Presentation Convent in Kodaikanal (Tamil Nadu) und studierte anschließend Wirtschaftswissenschaften und Politik am Sophia College der University of Bombay, wo sie den Grad eines B.A. erhielt.
Raje begann ihre politische Karriere im Bundesstaat Rajasthan. Dort war sie 1985–87 Vize-Vorsitzende der dortigen Jugendorganisation der BJP (Yuva Morcha BJP). 1987 wurde sie Vizepräsidentin der BJP in Rajasthan. 1985–89 war sie gewählte Abgeordnete im Parlament von Rajasthan für den Wahlkreis 78-Dholpur. Ab der Parlamentswahl 1989 war sie Abgeordnete des gesamtindischen Parlaments (Lok Sabha) für den Wahlkreis 15-Jhalawar und wurde dort bei den folgenden gesamtindischen Wahlen 1991, 1996, 1998 und 1999 jeweils wiedergewählt.

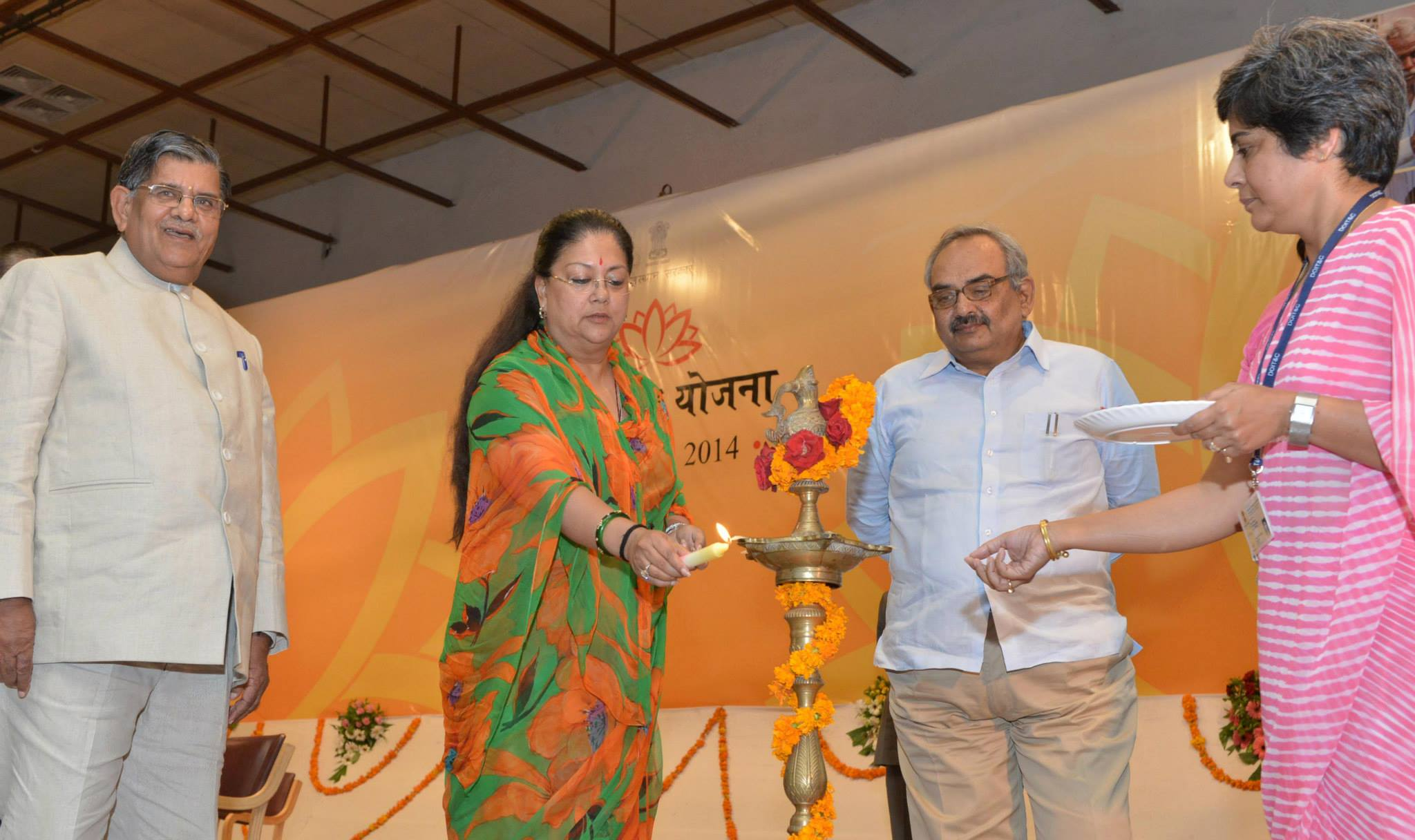
Vasundhara Raja in Udaipur am 15. August 2014

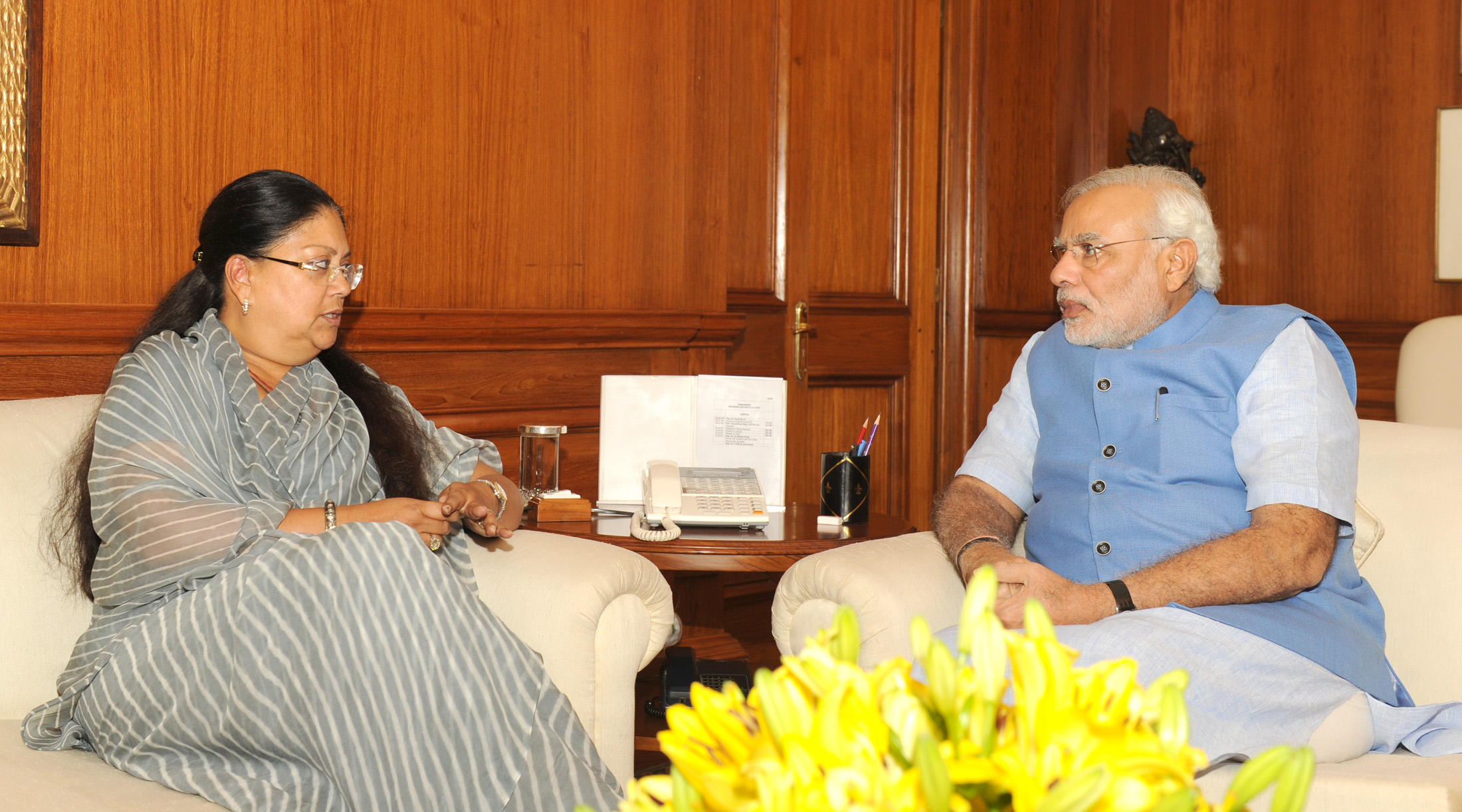
Vasundhara Raje mit Premierminister Modi am 2. Juli 2014

Nachdem die BJP mit Atal Bihari Vajpayee ab 1998 den Premierminister stellen konnte, bekleidete Raje in verschiedenen indischen Regierungen Ministerposten. 1998 bis 1999 war sie im zweiten Kabinett Vajpayee indische Außenministerin. Im dritten Kabinett Vajpayee hatte sie vom 13. Oktober 1999 bis 29. Januar 2003 das Amt einer Staatssekretärin mit eigenem Portfolio (Minister of State with Independent Charge) im Bereich Klein- und Agrarindustrien sowie weitere Zuständigkeiten in den Bereichen Pensionen, Personal, öffentliches Beschwerdewesen, Atomenergie und Raumfahrt inne. Vom 2. November 2001 bis zum 29. Januar 2003 erhielt sie zusätzlich noch die Zuständigkeit für die Planungskommission.
Nachdem die BJP die Parlamentswahl 2003 in Rajasthan gewonnen hatte, wurde Vasundhara Raje zur Chief Ministerin von Rajasthan gewählt. Sie war zu diesem Zeitpunkt die erste Frau, die diesen Posten bekleidete. Seit dieser Wahl ist sie durchgehend bis heute (2015) für den Wahlkreis 198-Jhalrapatan Abgeordnete im Parlament von Rajasthan. Das Amt der Chief Ministerin bekleidete sie vom 8. Dezember 2003 bis 13. Dezember 2008. Während ihrer Amtszeit legte sie einen Schwerpunkt ihrer Regierung auf die Verbesserung der Infrastruktur von Rajasthan und verschiedene soziale Initiativen (Bildung, Frauenrechte etc.). Es kam allerdings auch zu erheblichen gewalttätigen Unruhen, bedingt durch Kasten-Rivalitäten. Die einflussreiche Gemeinschaft der Gujjars rebellierte gegen die Regierung, weil diese ihr nicht den Status eines scheduled tribe zuerkennen wollte. Dem gegenüber wollte die als scheduled tribe anerkannte Gemeinschaft der Meenas dieses Status nicht mit den Gujjars teilen. Durch den Streit und ihre harte Haltung verlor die Regierung viele potentielle Wählerstimmen und die Parlamentswahl 2008 in Rajasthan ging für die BJP verloren, so dass Raje zwischen 2008 und 2013 Führerin der Opposition im rajasthanischen Parlament war. Nach der für die BJP erfolgreich verlaufenen Wahl 2013 wurde sie erneut am 13. Dezember 2013 zur Chief Ministerin gewählt.
Die BJP verlor allerdings die Parlamentswahl am 7. Dezember 2018, so dass Raje das Amt des Chief Ministers an Ashok Gehlot (Kongresspartei) abgeben musste, von dem sie es 2003 und 2013 auch übernommen hatte.

## Privates
Am 7. November 1972 heiratete Raje Hemant Singh, der der rajasthanischen Fürstenfamilie von Dholpur entstammt. Die Ehe ging allerdings schon nach einem Jahr auseinander. Aus der Ehe ging ein Sohn, Dushyant Singh, hervor, der ebenfalls politisch in der BJP aktiv ist.